# Icosidodecaedru trunchiat
În geometrie icosidodecaedrul trunchiat este un poliedru arhimedic. Are 62 de fețe regulate (30 de pătrate, 20 de hexagoane și 12 decagoane), 180 de laturi și 120 de vârfuri. Deoarece fiecare dintre fețele sale are simetrie față de centru, icosidodecaedrul trunchiat este un zonoedru.
Are cele mai multe laturi și vârfuri dintre toate poliedrele platonice și arhimedice, însă dodecaedrul snub are mai multe fețe. Dintre toate poliedrele tranzitive pe vârfuri are cel mai mare procent (89,80 %) din volumul unei sfere în care este înscris, doar cu puțin mai mult ca dodecaedrul snub (care are 89,63 %) și micul rombicosidodecaedru (care are 89,23 %), respectiv icosaedrul trunchiat (care are 86,74 %). De asemenea, are de departe cel mai mare volum (206,8 unități cubice) pentru lungimea laturii de 1. Dintre toate poliedrele tranzitive pe vârfuri care nu sunt prisme sau antiprisme, are cea mai mare sumă a unghiurilor la vârfuri (90° + 120° + 144° = 354°); doar o prismă sau o antiprismă cu mai mult de 60 de laturi ar avea o sumă mai mare.
Poliedrul său dual este triacontaedru disdiakis.
Are indicele de poliedru uniform U28, indicele Coxeter C31 și indicele Wenninger W16.

## Nume alternative

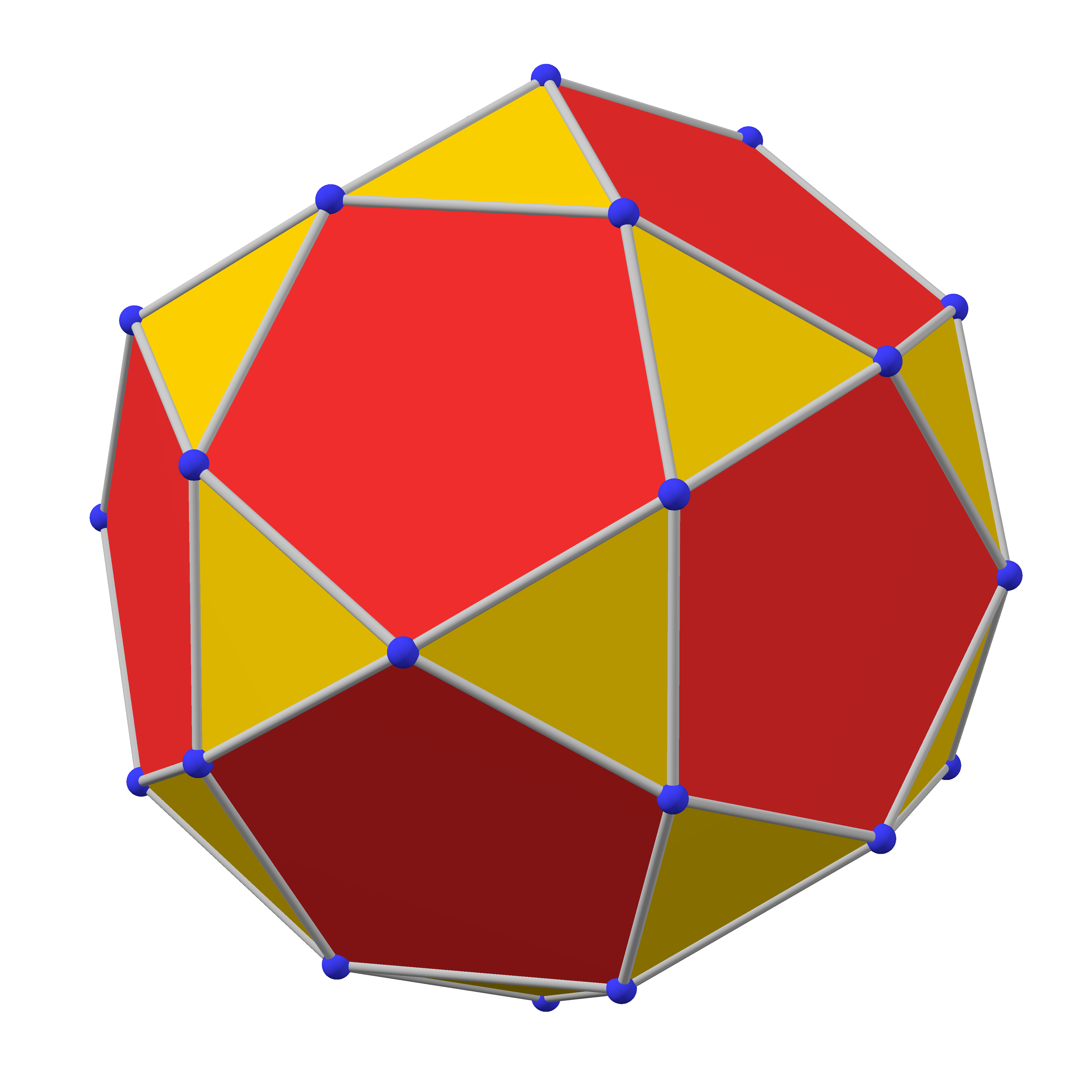
Icosidodecaedrul,

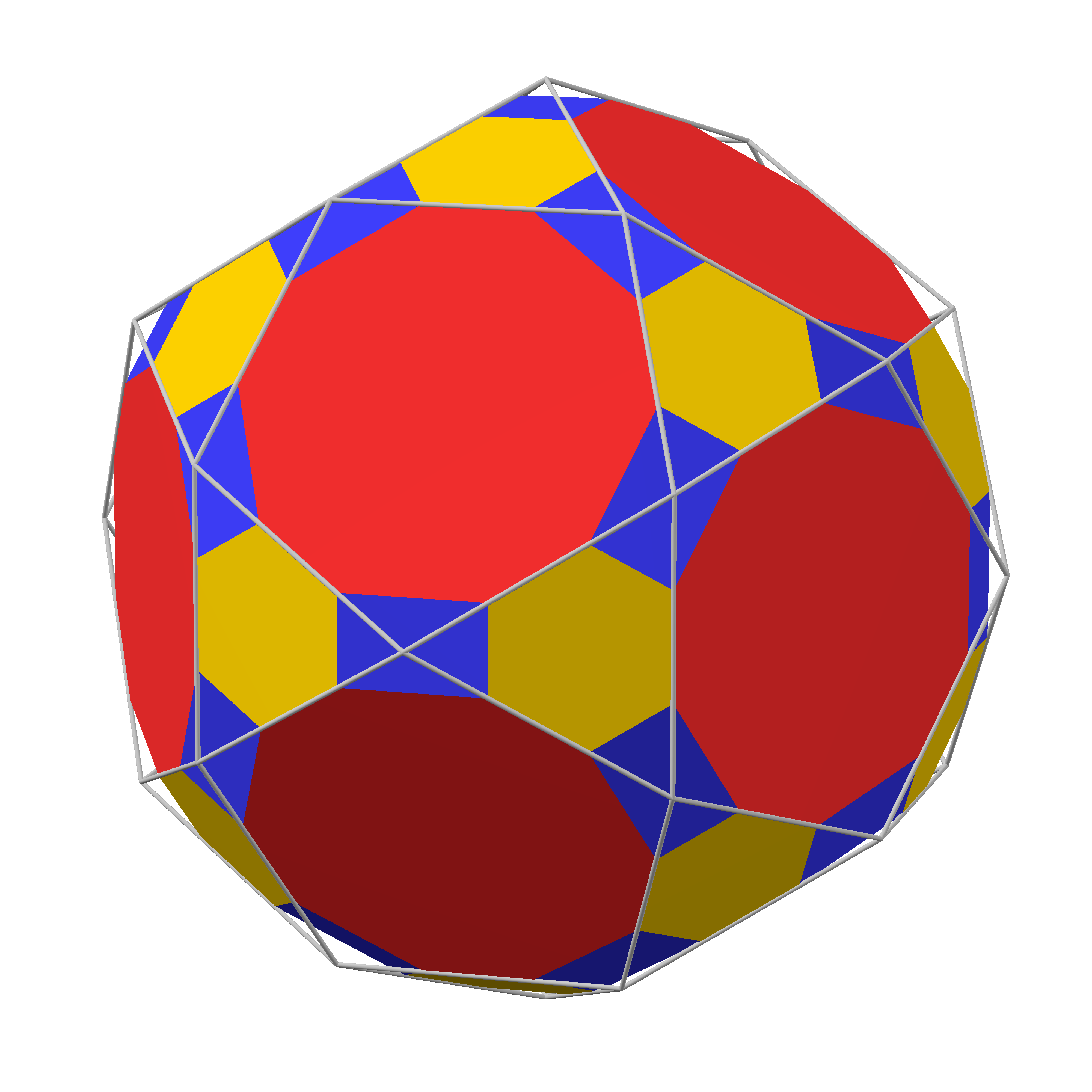
trunchierea sa

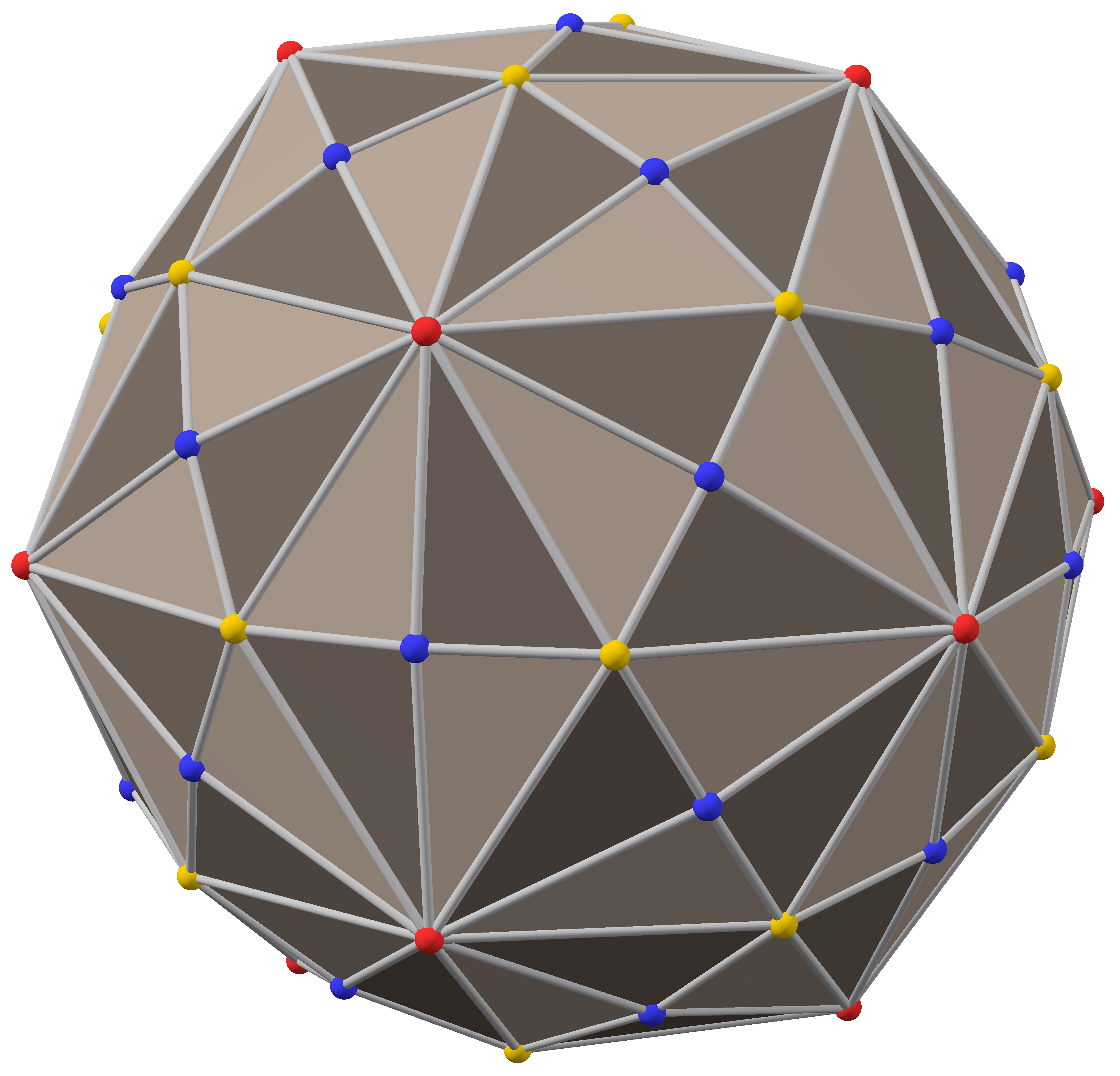
Dual, Triacontaedru disdiakis

Numele de icosidodecaedru trunchiat i-a fost dat de Johannes Kepler. Aceste nume poate crea confuzii, deoarece actual prin trunchiere un icosidodecaedru are dreptunghiuri în locul pătratelor, însă acel poliedru neuniform este topologic echivalent cu poliedrul arhimedic numit astfel (nu tocmai riguros). Alte nume sunt:
- Icosidodecaedru rombitrunchiat (Magnus Wenninger[2]),
- Dodecaedru omnitrunchiat sau icosaedru omnitrunchiat (Norman Johnson),

Există un poliedru uniform neconvex cu un nume asemănător: marele rombicosaedru neconvex.

## Arie și volum
Aria A și volumul V ale icosidodecaedrului trunchiat cu latura de lungime a sunt:
{\displaystyle {\begin{aligned}A&=30\left(1+{\sqrt {3}}+{\sqrt {5+2{\sqrt {5}}}}\right)a^{2}&&\approx 174,292\,0303\,a^{2},\\V&=\left(95+50{\sqrt {5}}\right)a^{3}&&\approx 206,803\,399\,a^{3}.\end{aligned}}}
Dintre toate poliedrele arhimedice cu lungimile laturilor egale, icosidodecaedrul trunchiat ar fi cel mai mare.

## Coordonate carteziene
Coordonatele carteziene ale vârfurilor unui icosidodecaedru trunchiat cu lungimea laturii 2φ − 2, centrat în origine, sunt toate permutările ale:
{\displaystyle \left(\,\pm {\frac {1}{\varphi }},\,\pm {\frac {1}{\varphi }},\,\pm (3+\varphi )\,\right)}
{\displaystyle \left(\,\pm {\frac {2}{\varphi }},\,\pm \varphi ,\,\pm (1+2\varphi )\,\right)}
{\displaystyle \left(\,\pm {\frac {1}{\varphi }},\,\pm \varphi ^{2},\,\pm (-1+3\varphi )\,\right)}
{\displaystyle \left(\,\pm (2\varphi -1,\,\pm 2,\,\pm (2+\varphi )\,\right)}
{\displaystyle \left(\,\pm \varphi ,\,\pm 3,\,\pm 2\varphi \,\right)}
unde {\displaystyle \varphi ={\frac {1+{\sqrt {5}}}{2}}} este secțiunea de aur.

## Divizare
| | |                                                                                        |
| Aceste imagini arată rombicosidodecaedrul (violet) și icosidodecaedrul trunchiat (verde). Dacă lungimea laturilorlor este 1, distanța dintre pătratele corespunzătoare este φ. | Aceste imagini arată rombicosidodecaedrul (violet) și icosidodecaedrul trunchiat (verde). Dacă lungimea laturilorlor este 1, distanța dintre pătratele corespunzătoare este φ. | Poliedrul toroidal rămas după ce nucleul și cele douăsprezece rotonde sunt îndepărtate |

Icosidodecaedrul trunchiat este anvelopa convexă a unui rombicosidodecaedru cu paralelipipede dreptunghice deasupra celor 30 de pătrate, al cărui raport înălțime/bază este φ. Restul spațiului său poate fi divizat în cupole neuniforme, și anume 12 cupole pentagonale între pentagoanele interioare și decagoanele exterioare și 20 de cupole triunghiulare între triunghiurile interioare hexagoanele exterioare.
O divizare alternativă are și un nucleu rombicosidodecaedral. Are 12 rotonde pentagonale între pentagoanele interioare și decagoanele exterioare. Partea rămasă este un poliedru toroidal.

## Proiecții ortogonale
Icosidodecaedrul trunchiat are șapte proiecții ortogonale particulare, centrate: pe un vârf, pe trei tipuri de muchii și pe trei tipuri de fețe. Ultimele două corespund planelor Coxeter A2 și H2
| Centrată pe         | Vârf | Latură 4-6 | Latură 4-10 | Latură 6-10 | Față pătrat | Față hexagon | Față decagon |
| ------------------- | ---- | ---------- | ----------- | ----------- | ----------- | ------------ | ------------ |
| Imagine             |      |            |             |             |             |              |              |
| Cadru de sârmă      |      |            |             |             |             |              |              |
| Simetrie proiectivă | [2]+ | [2]        | [2]         | [2]         | [2]         | [6]          | [10]         |
| Imagine dual        |      |            |             |             |             |              |              |

## Pavări sferice și diagrame Schlegel
Icosidodecaedrul trunchiat poate fi considerat și ca o pavare sferică și proiectat într-un plan printr-o proiecție stereografică. Această proiecție este conformă, păstrând unghiurile, dar nu ariile sau lungimile. Liniile drepte pe sferă sunt proiectate în plan ca arce de cerc.
Diagramele Schlegel sunt similare cu o proiecție în perspectivă cu muchii drepte.
| Proiecții ortogonale | Proiecții stereografice | Proiecții stereografice | Proiecții stereografice |
|                      | Centrată pe decagon     | Centrată pe hexagon     | Centrată pe pătrat      |
| -------------------- | ----------------------- | ----------------------- | ----------------------- |
|                      |                         |                         |                         |

## Variații geometrice
În simetria icosaedrică există variații geometrice nelimitate ale icosidodecaedrului trunchiat cu fețe izogonale. Dodecaedrul trunchiat, rombicosidodecaedrul și icosaedrul trunchiat sunt cazuri la limită degenerate.
|  |  |  |  |  |  |  |  |
|  |  |  |  |  |  |  |  |

## Poliedre și pavări înrudite
|                                                                                       |  |
| Icosaedrul și dodecaedrul „papion” conțin două fețe trapezoidale în locul pătratului. |  |

| Familia de poliedre icosaedrice uniforme | Familia de poliedre icosaedrice uniforme | Familia de poliedre icosaedrice uniforme | Familia de poliedre icosaedrice uniforme | Familia de poliedre icosaedrice uniforme | Familia de poliedre icosaedrice uniforme | Familia de poliedre icosaedrice uniforme | Familia de poliedre icosaedrice uniforme |
| Simetrie: [5,3], (*532)                  | Simetrie: [5,3], (*532)                  | Simetrie: [5,3], (*532)                  | Simetrie: [5,3], (*532)                  | Simetrie: [5,3], (*532)                  | Simetrie: [5,3], (*532)                  | Simetrie: [5,3], (*532)                  | [5,3]+, (532)                            |
| ---------------------------------------- | ---------------------------------------- | ---------------------------------------- | ---------------------------------------- | ---------------------------------------- | ---------------------------------------- | ---------------------------------------- | ---------------------------------------- |
|                                          |                                          |                                          |                                          |                                          |                                          |                                          |                                          |
|                                          |                                          |                                          |                                          |                                          |                                          |                                          |                                          |
| {5,3}                                    | t{5,3}                                   | r{5,3}                                   | t{3,5}                                   | {3,5}                                    | rr{5,3}                                  | tr{5,3}                                  | sr{5,3}                                  |
| Duale ale poliedrelor uniforme           |                                          |                                          |                                          |                                          |                                          |                                          |                                          |
|                                          |                                          |                                          | Fișier:PentakisDodecahedron.svg          |                                          |                                          |                                          |                                          |
| V5.5.5                                   | V3.10.10                                 | V3.5.3.5                                 | V5.6.6                                   | V3.3.3.3.3                               | V3.4.5.4                                 | V4.6.10                                  | V3.3.3.3.5                               |

Acest poliedru face parte dintr-o secvență de modele uniforme cu configurația vârfului (4.6.2p) și diagrama Coxeter–Dynkin . Pentru p < 6, membrii secvenței sunt poliedre omnitrunchiate (zonoedre), prezentate mai jos ca pavări sferice. Pentru p > 6, acestea sunt pavări ale planului hiperbolic, începând cu pavarea triheptagonală trunchiată.
| Variante de pavări omnitrunchiate cu simetrie *n32: 4.6.2n | Variante de pavări omnitrunchiate cu simetrie *n32: 4.6.2n | Variante de pavări omnitrunchiate cu simetrie *n32: 4.6.2n | Variante de pavări omnitrunchiate cu simetrie *n32: 4.6.2n | Variante de pavări omnitrunchiate cu simetrie *n32: 4.6.2n | Variante de pavări omnitrunchiate cu simetrie *n32: 4.6.2n | Variante de pavări omnitrunchiate cu simetrie *n32: 4.6.2n | Variante de pavări omnitrunchiate cu simetrie *n32: 4.6.2n | Variante de pavări omnitrunchiate cu simetrie *n32: 4.6.2n | Variante de pavări omnitrunchiate cu simetrie *n32: 4.6.2n | Variante de pavări omnitrunchiate cu simetrie *n32: 4.6.2n | Variante de pavări omnitrunchiate cu simetrie *n32: 4.6.2n | Variante de pavări omnitrunchiate cu simetrie *n32: 4.6.2n |
| Simetrie *n32 [n,3]                                        | Sferice                                                    | Sferice                                                    | Sferice                                                    | Sferice                                                    | Euclid.                                                    | Hiperb. compacte                                           | Hiperb. compacte                                           | Paraco.                                                    | Hiperbolice necompacte                                     | Hiperbolice necompacte                                     | Hiperbolice necompacte                                     | Hiperbolice necompacte                                     |
| Simetrie *n32 [n,3]                                        | *232 [2,3]                                                 | *332 [3,3]                                                 | *432 [4,3]                                                 | *532 [5,3]                                                 | *632 [6,3]                                                 | *732 [7,3]                                                 | *832 [8,3]                                                 | *∞32 [∞,3]                                                 | [12i,3]                                                    | [9i,3]                                                     | [6i,3]                                                     | [3i,3]                                                     |
| ---------------------------------------------------------- | ---------------------------------------------------------- | ---------------------------------------------------------- | ---------------------------------------------------------- | ---------------------------------------------------------- | ---------------------------------------------------------- | ---------------------------------------------------------- | ---------------------------------------------------------- | ---------------------------------------------------------- | ---------------------------------------------------------- | ---------------------------------------------------------- | ---------------------------------------------------------- | ---------------------------------------------------------- |
| Imagini                                                    |                                                            |                                                            |                                                            |                                                            |                                                            |                                                            |                                                            |                                                            |                                                            |                                                            |                                                            |                                                            |
| Config.                                                    | 4.6.4                                                      | 4.6.6                                                      | 4.6.8                                                      | 4.6.10                                                     | 4.6.12                                                     | 4.6.14                                                     | 4.6.16                                                     | 4.6.∞                                                      | 4.6.24i                                                    | 4.6.18i                                                    | 4.6.12i                                                    | 4.6.6i                                                     |
| Duale                                                      |                                                            |                                                            |                                                            |                                                            |                                                            |                                                            |                                                            |                                                            |                                                            |                                                            |                                                            |                                                            |
| Config.                                                    | V4.6.4                                                     | V4.6.6                                                     | V4.6.8                                                     | V4.6.10                                                    | V4.6.12                                                    | V4.6.14                                                    | V4.6.16                                                    | V4.6.∞                                                     | V4.6.24i                                                   | V4.6.18i                                                   | V4.6.12i                                                   | V4.6.6i                                                    |